# Zdeněk Kopal
Zdeněk Kopal (4. dubna 1914 Litomyšl – 23. června 1993 Wilmslow nedaleko Manchesteru, Spojené království) byl český astronom a astrofyzik, který však proslul i v oblasti numerické matematiky, balistiky a aerodynamiky. Jeho nejdůležitější vědecké práce se týkají zákrytových proměnných dvojhvězd a výzkumu Měsíce a terestrických planet. Po dobu celé své vědecké kariéry působil v zahraničí – v USA a ve Velké Británii, avšak srdcem zůstal vlastencem. Je považován za nejvýznamnějšího českého astronoma 20. století.

## Životopis

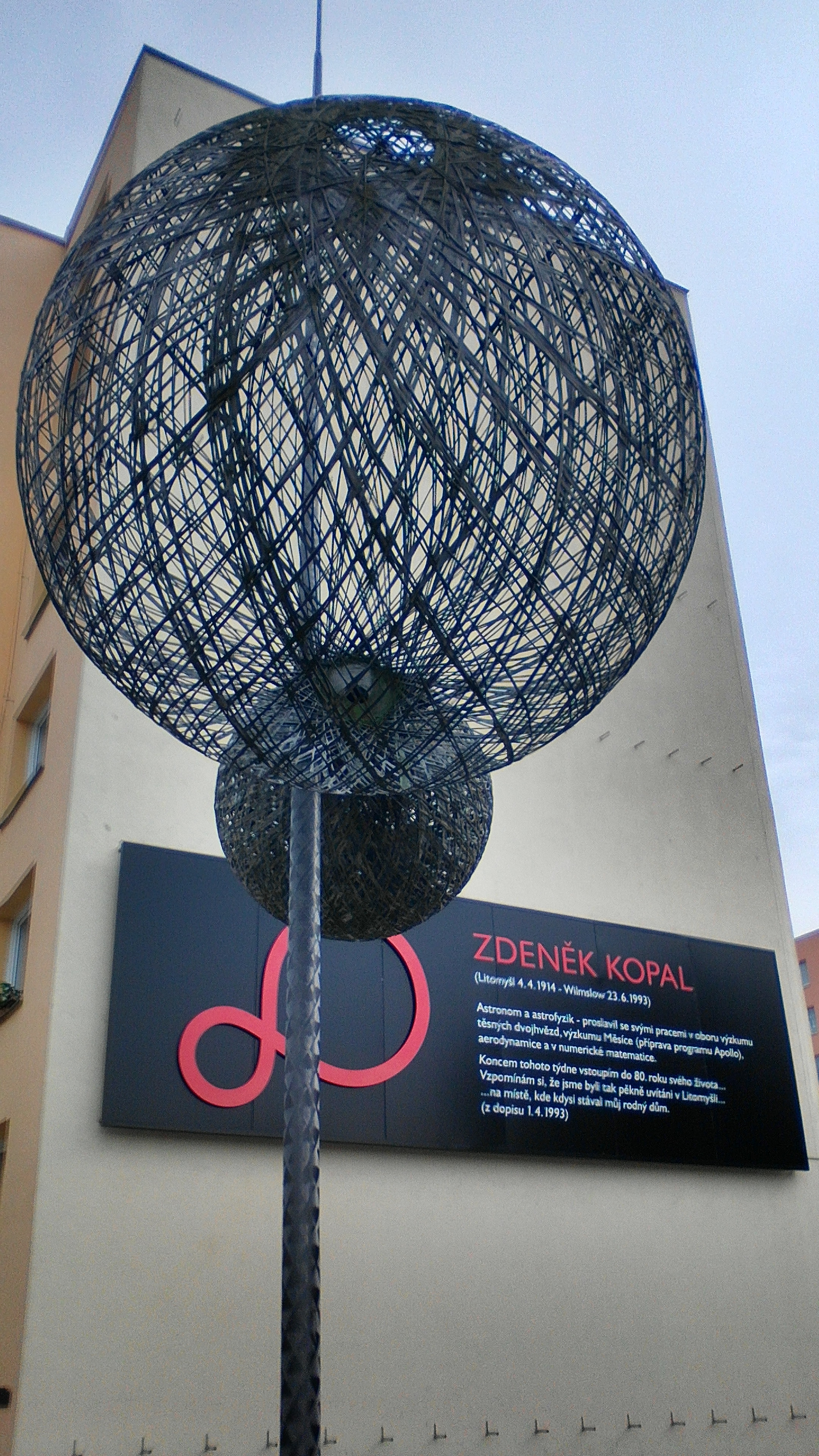
Plastika Dvojhvězda je na místě Kopalova rodného domu v Litomyšli. Vytvořili ji z kevlarových vláken Federico Díaz a Marian Karel.

Zdeněk Kopal se narodil 4. dubna 1914 v Litomyšli jako druhorozený syn (bratr Miloš, právník, zahynul při lyžování v Tatrách v roce 1948) v rodině budoucího profesora Univerzity Karlovy, a člena Královské české společnosti nauk a České akademie věd a umění, Josefa Kopala (1883–1966). Jako malého jej k zájmu o přírodní vědy přivedl jeho dědeček, učitel na měšťance v Jičíně, Josef Lelek (1860–1930). A tak nebylo divu, že po přestěhování rodiny do Prahy se ve věku 15 let stal členem České astronomické společnosti. Zde, na Štefánikově hvězdárně, zahájil svůj výzkum proměnných hvězd a již jako student gymnázia publikoval odborné články v zahraničních časopisech.
V roce 1933 odmaturoval Kopal na gymnáziu s vyznamenáním a přihlásil se, vzdor naléhání rodičů, kteří uvažovali o dráze právníka či lékaře, ke studiu matematiky, fyziky a astronomie na Přírodovědecké fakultě Univerzity Karlovy. Během studií na univerzitě jej nejvíce ovlivnili fyzikové prof. Vincenc Nechvíle (1890–1964) a prof. Erwin Finlay-Freundlich (1885–1964). O vřelém vztahu s profesory svědčí i to, že mu šli za svědky, když si v roce 1938 bral za manželku Ing. Alenu Müldnerovou, bývalou spolužačku z gymnázia. Kopal se ještě za studií účastnil sjezdu Mezinárodní astronomické unie (IAU) v Paříži v roce 1935, kde byl okamžitě, na základě svých již publikovaných prací, zvolen za jejího člena. V roce 1936 se účastnil výpravy vedené dr. Hubertem Sloukou za zatměním Slunce do Japonska. V roce 1937 Kopal na univerzitě promoval „suma cum laude“ a získal prestižní Denisovo stipendium, které mu umožnilo další studia v britském Cambridge u světoznámého astrofyzika sira Arthura Eddingtona (1882–1944).
V roce 1938 se s manželkou vydal na stipendijní pobyt na Harvardovu observatoř v americkém Cambridge. Na lodi jej však zastihla zpráva o mnichovské dohodě, a tak se rozhodl setrvat v USA. Zde pracoval pod vedením Harlowa Shapleyho (1885–1972) na problematice světelných křivek dvojhvězd. Od roku 1942 se také zabýval na Massachusettském technologickém institutu (MIT) problematikou balistiky a aerodynamiky pro americkou armádu a námořnictvo. Na těchto projektech v rámci problémů numerické matematiky spolupracoval též s Norbertem Wienerem (1894–1964).
V roce 1947 získal od rektora Univerzity Karlovy Bohumila Bydžovského (1880–1960) nabídku vést katedru astronomie v Praze, ale kvůli vítěznému únoru 1948 jednání ztroskotala. V létech 1946 až 1950 publikoval své nejdůležitější práce z oboru zákrytových dvojhvězd, v nichž ukázal, že těsné dvojhvězdy nemohou mít sférický tvar, ale že jsou deformovány do tvaru protáhlých kapek, jež jsou matematicky popsány tzv. Rocheovými ekvipotenciálními plochami, neboli Rocheovými laloky. Tyto studie by nebyly možné bez rozsáhlého výzkumu v oblasti numerické matematiky, ve které se Kopal stal rovněž světově proslulým odborníkem. Od roku 1948 Kopal vedl nově ustanovenou komisi pro fotometrické dvojhvězdy při Mezinárodní astronomické unii (IAU). V roce 1951 přijal Kopal nabídku prof. Finlay Freundlicha vést nově zřízenou katedru astronomie na univerzitě v Manchesteru (k univerzitě patřila též radioastronomická observatoř v Jodrell Bank s tehdy největším radioteleskopem světa). Roku 1958 navázal Kopal spolupráci s NASA (stal se externím pracovníkem Laboratoře pro tryskový pohon (JPL)) při výzkumu Měsíce, který probíhal při přípravě pilotovaných letů na měsíční povrch. Kopalův příspěvek k mapování Měsíce a přípravě misí Apollo byl tak významný, že po skončení programu Apollo dostal prof. Kopal darem měsíční prach, který pak vysypal na hrobě Julese Verna v Amiensu.
V roce 1967 navštívil prof. Kopal Prahu u příležitosti XIII. sjezdu Mezinárodní astronomické unie (IAU) (mimo jiné zde v katedrále svatého Víta provdal svou dceru Zdeňku) a zúčastnil se slavnostního zprovoznění dvoumetrového dalekohledu v astronomické observatoři Ondřejov, o jehož výstavbu se zasazoval. Po sovětské invazi v roce 1968 se mu však dveře do vlasti uzavřely. I nadále se věnoval výchově studentů z celého světa (ovlivnil např. prof. Miroslava Plavce a prof. Petra Harmance). V roce 1981 odešel formálně do důchodu – začal sepisovat své paměti a po sametové revoluci opět navštěvoval rodnou zemi (naposledy navštívil Prahu v roce 1992). 
Zdeněk Kopal zemřel 23. června 1993 ve Wilmslow nedaleko Manchesteru. Původně byl pohřben na pražském Vyšehradském hřbitově po boku ostatních českých velikánů vědy a umění. Na přání rodiny však byla urna s ostatky Zdeňka Kopala přemístěna 24. června 2024 do nově zřízeného hrobu v rodné Litomyšli. V souladu s poslední vůlí byl odborný archiv prof. Kopala (včetně např. snímků Měsíce z přípravy letu Apollo) uložen v městském archivu v Litomyšli.

## Vědecké ceny a ocenění
Získal čestné doktoráty na univerzitách v polském Krakově (1974) a v řeckém Patrasu (1974). Byl zvolen čestným členem České astronomické společnosti (1967) a astronomických společností v Liverpoolu, Salfordu a Manchesteru. Manchesterská astronomická společnost navíc pořádá na jeho paměť každoroční slavnostní Kopalovu přednášku. Roku 2007 následovala jejího příkladu i Česká astronomická společnost a ustanovila slavnostní Kopalovu přednášku jako formu ocenění významných astronomů. V roce 1976 se stal zahraničním členem Řecké akademie věd v Aténách a od roku 1978 byl čestným občanem města Delf. Čestné občanství mu rovněž udělilo i rodné město Litomyšl v roce 1991. V Československu byl rovněž oceněn zlatou medailí Československé akademie věd v roce 1968 a stříbrnou medailí Univerzity Karlovy v roce 1991.
Po skončení mise Apollo byl jmenován mezi 100 lidmi, které se nejvíce zasloužili o přistání na Měsíci.[zdroj?] Díky tomu dostal ampulku s měsíčním prachem, kterou vysypal na hrob Julese Verna ve francouzském Amiens.

## Publikační činnost
Autor a spoluautor více než 400 vědeckých prací (z čehož více než 80 prací spadá do oblasti matematiky), 25 vědeckých monografií a editor 20 sborníků převážně z oblasti astronomie, astrofyziky a numerické matematiky. Zakladatel a editor vědeckých časopisů Icarus (1962), Astrophysics and Space Science (1968) a The Moon and the Planets. Ve své publikační činnosti neopomíjel ani popularizaci astronomie.

### Monografie
- Zdeněk Kopal: An introduction to the study of eclipsing variables. Harvard University Press, Cambridge (MA) 1946.
- Zdeněk Kopal: Close binary systems. Chapman & Hall, London 1959.
- Zdeněk Kopal: The moon. Our nearest celestial neighbour. Chapman & Hall, London 1960.
- Zdeněk Kopal, Josef Klepešta, Thomas W. Rockham: Photographic atlas of the moon. Academic Press, New York 1965.
- Zdeněk Kopal: Telescopes in space. Hart Publishers Co., New York 1970.
- Zdeněk Kopal: A new photographic atlas of the moon. Hale, London 1971.
- Zdeněk Kopal: Physics and astronomy of the moon. Academic Press, New York 1971.
- Zdeněk Kopal: Man and his universe. William Morrow, New York 1972.
- Zdeněk Kopal: Zpráva o vesmíru. Mladá fronta, Praha 1976.
- Zdeněk Kopal: Dynamics of close binary systems. Reidel, Dordrecht 1978.
- Zdeněk Kopal: Language of stars – a discourse on the theory of the light changes eclipsing variables. Reidel, Dordrecht 1979.
- Zdeněk Kopal: The realm of the terrestrial planets. John Wiley, New York 1979.
- Zdeněk Kopal: Of stars and men: Reminiscences of an astronomer. Adam Hilger, Bristol 1986.
- Zdeněk Kopal: Vesmírní sousedé naší planety. Academia, Praha 1987.
- Zdeněk Kopal: The Roche problem. The Roche problem and its significance for double-star astronomy. Kluwer, Dordrecht 1989.
- Zdeněk Kopal: Mathematical theory of stellar eclipses. Kluwer, Dordrecht 1990.
- Zdeněk Kopal: O hvězdách a lidech. Mladá fronta, Praha 1991.
- Zdeněk Kopal: Cesta z Cambridge na Mount Palomar a zpět. Regionální muzeum v Litomyšli, Litomyšl 2016.

## Planetka Kopal
Planetku Kopal (2628) objevil roku 1978 S. J. Bus na observatoři Siding Springs v Austrálii a objev o rok později potvrdila E. F. Helinová na Observatoři Mount Palomar. (Planetka nesla provizorní označení 1979 MS8.) Oficiální zdůvodnění pojmenování planetky zní: „Pojmenována na počest astronoma Zdeňka Kopala (1914–1993), jenž se narodil v Čechách a působil jako vedoucí katedry astronomie Victoria University v Manchesteru v letech 1951–1981. Kopal byl světovou autoritou ve výzkumu zákrytových proměnných hvězd, Měsíce a terestrických planet a hrál vůdčí roli při výzkumech Měsíce a v programu podporovaném organizací NASA. Jméno navrhla E. Helinová a návrh podpořil E. M. Shoemaker.“
Planetka Kopal (2628) obíhá v hlavním pásu asteroidů mezi Marsem a Jupiterem ve vzdálenosti 2,9 astronomické jednotky (velká poloosa a = 2,9053922 AU; numerická excentricita e = 0,1534055; sklon dráhy i = 1,33327°, absolutní magnituda = 12,7) s oběžnou dobou 4,954 roku.

## Biografie
- Jiří Grygar: Astronom Zdeněk Kopal, v Učenci očima kolegů a žáků, František Šmahel (editor). Academia, Praha 2004, str. 7–17.
- Zdeněk Kopal: O hvězdách a lidech. Mladá fronta, Praha 1991.
- Alena Šolcová a Michal Křížek: Numerický matematik a astronom Zdeněk Kopal. Pokroky matematiky, fyziky a astronomie 49, no. 3, (2004) 244–257.
- Josef Říman a kol.: Malá československá encyklopedie III. Academia, Praha 1986, str. 522.
- Jozef Tremko a kol.: Encyklopédia astronómie. Obzor, Bratislava 1987, str. 291.
- Všeobecná encyklopedie 2 (g/l). Nakladatelský dům OP Diderot, Praha 1998, str. 507.